# Трёхгранный угол

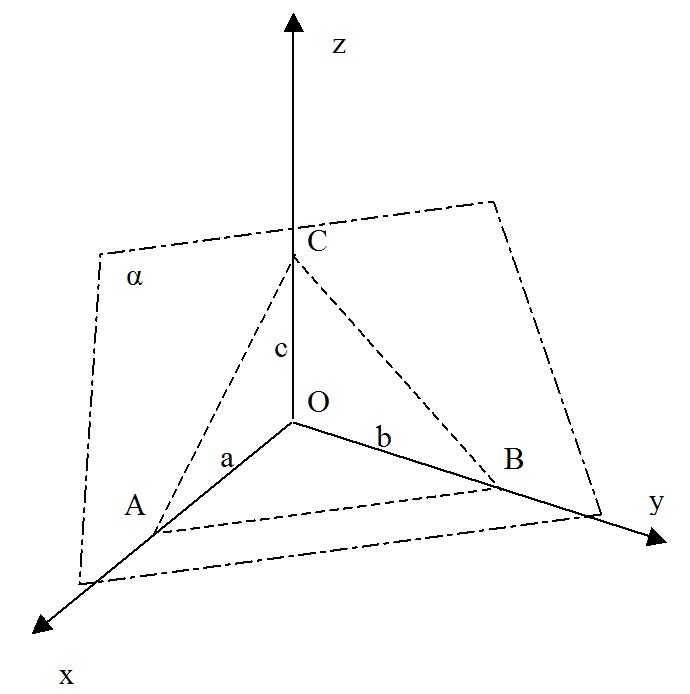
Рис. 1. Трёхгранный угол.

Трёхгранный угол — это часть пространства, ограниченная тремя плоскими углами с общей вершиной и попарно общими сторонами, не лежащими в одной плоскости. Общая вершина О этих углов называется вершиной трёхгранного угла. Стороны углов называются рёбрами, плоские углы при вершине трёхгранного угла называются его гранями. Каждая из трёх пар граней трёхгранного угла образует двугранный угол (ограниченный третьей гранью, не входящей в пару; при потребности естественным образом снимается это ограничение, в результате чего получаются необходимые полуплоскости, образующие весь двугранный угол без ограничения). Если поместить вершину трёхгранного угла в центр сферы, на её поверхности образуется ограниченный им сферический треугольник, стороны которого равны плоским углам трёхгранного угла, а углы — его двугранным углам.

## Неравенство треугольникадля трёхгранного угла
Каждый плоский угол трёхгранного угла меньше суммы двух других его плоских углов.

## Сумма плоских углов трёхгранного угла
Сумма плоских углов трёхгранного угла меньше 360 градусов.
Пусть OABC – данный трёхгранный угол (см. Рис. 1). Рассмотрим трёхгранный угол с вершиной A, образованный гранями ABO, ACO и углом BAC. Напишем неравенство:
{\displaystyle \angle BAC<\angle BAO+\angle CAO}
Аналогично, и для оставшихся  трёхгранных углов с вершинами B и С: 
{\displaystyle \angle ABC<\angle ABO+\angle CBO}
{\displaystyle \angle ACB<\angle ACO+\angle BCO}
Складывая эти неравенства и учитывая, что сумма углов треугольника ABC равна 180°, получаем

Рис. 2. Трёхгранный угол.

{\displaystyle 180<\angle BAO+\angle CAO+\angle ABO+\angle CBO+\angle BCO+\angle ACO=180-\angle AOB+180-\angle BOC+180-\angle AOC}
Следовательно :     {\displaystyle \angle AOB+\angle BOC+\angle AOC<360}

## Теорема косинусовдля трёхгранного угла
Пусть дан трёхгранный угол (см. Рис. 2), α, β, γ — его плоские углы, A, B, C — двугранные углы, составленные плоскостями углов β и γ, α и γ, α и β.
Первая теорема косинусов для трёхгранного угла: 
{\displaystyle \cos {\alpha }=\cos {\beta }\cos {\gamma }+\sin {\beta }\sin {\gamma }\cos {A}}

Вторая теорема косинусов для трёхгранного угла: 
{\displaystyle \cos {A}=-\cos {B}\cos {C}+\sin {B}\sin {C}\cos {\alpha }}
Пусть OABC – данный трёхгранный угол. Опустим перпендикуляры из внутренней точки трёхгранного угла на его грани и получим новый трёхгранный угол полярный (двойственный данному). Плоские углы одного трёхгранного угла дополняют двугранные углы другого и двугранные углы одного угла дополняют плоские другого до 180 градусов. Т. е. плоские углы полярного угла соответственно равны: 180 - А ; 180 - В ; 180 - С, а двугранные - 180 - α; 180 - β ; 180 - γ
Напишем первую теорему косинусов для него 
{\displaystyle \cos({\pi -A})=\cos({\pi -\alpha })\sin({\pi -B})\sin({\pi -C})+}
{\displaystyle +\cos({\pi -B})\cos({\pi -C)}}
и после упрощений получаем:
{\displaystyle \cos {A}=\cos {\alpha }\sin {B}\sin {C}-\cos {B}\cos {C}}

## Теорема синусовдля трёхгранного угла
{\displaystyle {\sin {\alpha } \over \sin A}={\sin \beta  \over \sin B}={\sin \gamma  \over \sin C}},
где α, β, γ — плоские углы трёхгранного угла; А, B, C — противолежащие им двугранные углы (см. Рис. 2).